# Wilkin Graf von Bredow
Wilkin Friedrich Otto Graf von Bredow (* 8. Januar 1855 in Görne; † 17. Juni 1921 ebenda) war ein preußischer Politiker.

## Leben

### Herkunft

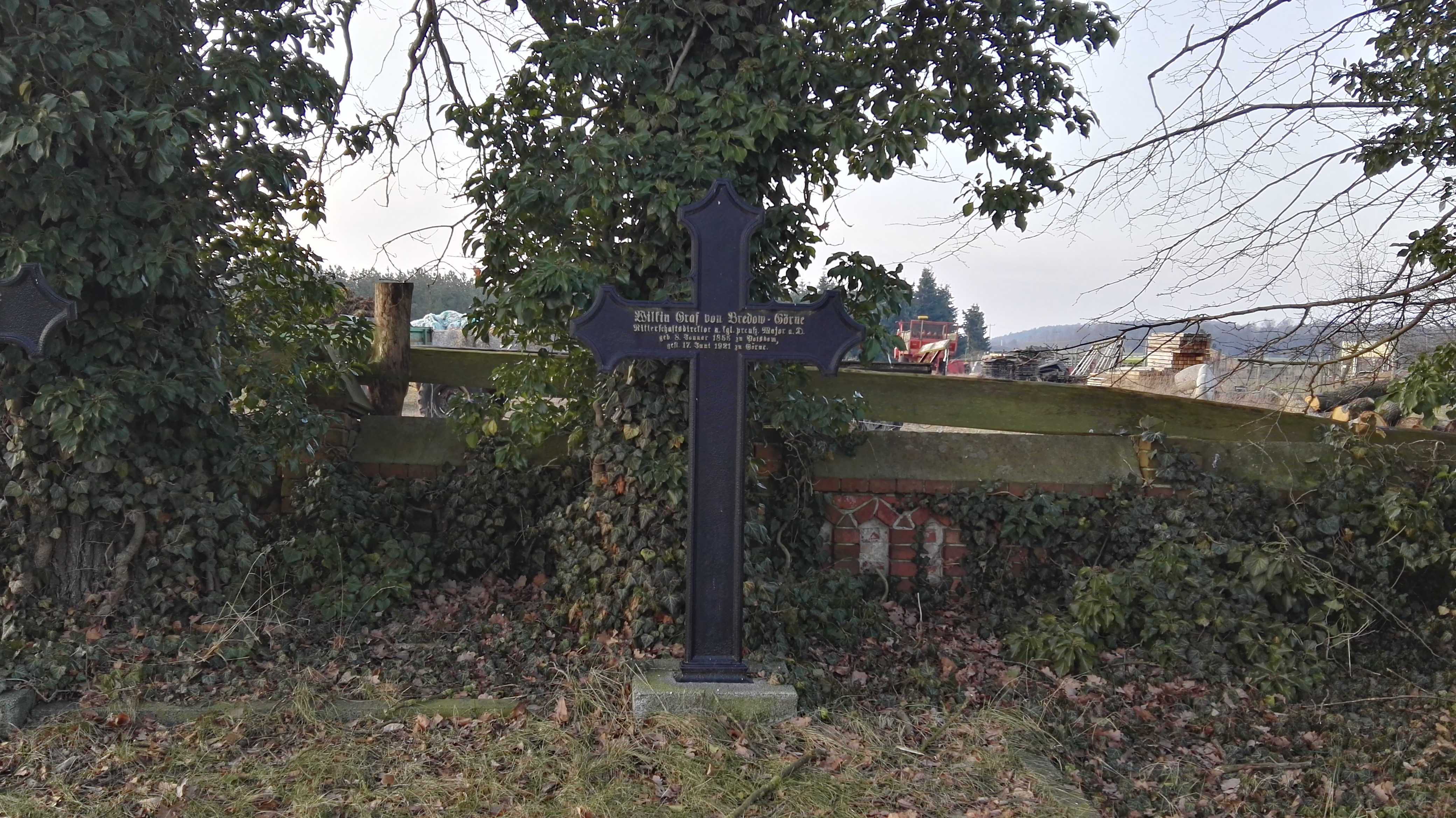
Grabstätte auf dem Friedhof Görne

Wilkin Graf von Bredow entstammte der Linie Görne seiner mittelmärkischen uradeligen Familie derer von Bredow, deren Stammreihe mit dem Ritter (miles) Arnoldus de Bredow auf Bredow im Havelland beginnt, der 1251 zuerst urkundlich erscheint. Seine Eltern waren der preußische Appellationsgerichtsrat Otto Graf von Bredow (1824–1894), Herr auf Goerne, Dickte, Lochow I, Damm und Wutzetz, und die Adele Elise von Gansauge (1830–1885). Sein jüngerer Bruder Anatol Graf von Bredow (1859–1941) avancierte zum General der Kavallerie.

### Karriere
Wilkin von Bredow diente zunächst als Offiziersanwärter in der Preußischen Armee, in der er es zum Major brachte. Nach dem Tode seines Vaters erbte er dessen fünf Güter, die in den damaligen Kreisen Westhavelland und Ruppin (Damm und Wutzetz) lagen. 1914 hatten seine Güter Görne 351 ha, Dickte mit 857 und Damm I 498 ha Land. Alle drei Besitzungen trugen den Status eines Rittergutes. Wutzetz gehörte zu diesem Zeitpunkt nicht mehr dazu.
Er übernahm zunächst standespolitische Aufgaben und wurde Ritterschaftsdirektor der mittelmärkischen Ritterschaft. Diese Tätigkeit bildete dann auch die Basis für überregionale politische Aktivitäten: Er wurde zum Mitglied des preußischen Abgeordnetenhauses gewählt. Als evangelischer Adliger wurde er auch 1896 Ehrenritter des Johanniterordens und Mitglied der Brandenburgischen Provinzial-Genossenschaft des Ordens.

### Familie
Seit dem 7. Oktober 1886 war er mit der Offizierstochter Margareta von Vangerow (1865–1945) verheiratet, deren Vorfahren 1829 in den preußischen Adelsstand erhoben worden waren. Sie hatten eine Tochter und zwei Söhne:
- Josepha (* 1887) ⚭ 1908 Wilhelm von Lieres und Wilkau, Landrat
- Joachim-Friedrich (* 1889), übernahm das Besitztum Görne, ⚭ 1923 Gertrud Jährling (* 1893)
- Sigismund (* 1890), erhielt Lochow als Eigentum, ⚭ 1917 Ursula von Lieres und Wilkau (* 1881); sie hatten die Kinder Wilkin (* 1918), Josepha (* 1919) und Ilse (1922–2014), die sich einen Namen als Schriftstellerin machte.

Wie seine Eltern ist Graf Bredow auf dem Friedhof in Görne bestattet.